# SN 2010fz
SN 2010fz – supernowa typu Ia odkryta 9 lipca 2010 roku w galaktyce NGC 2967. W momencie odkrycia miała maksymalną jasność 15,80m.